# Ioana de Burgundia
Ioana de Burgundia (franceză Jeanne de Bourgogne; 24 iunie 1293 – 12 septembrie 1348), a fost regină consort a Franței ca primă soție a regelui Filip al VI-lea. Ioana a fost regentă a Franței în timpul campaniilor militare conduse de soțul ei în Războiul de O Sută de Ani.

## Biografie
Ioana a fost fiica lui Robert al II-lea, Duce de Burgundia și a Agnes a Franței. Mama ei a fost fiica cea mică a regelui Ludovic al IX-lea al Franței și a reginei Margareta de Provence; Ioana a fost Fiică a Franței.
Sora ei mai mare, Margareta de Burgundia, a fost prima soție a regelui Ludovic al X-lea al Franței. Frații ei au fost: Hugh al V-lea, Duce de Burgundia și Odo al IV-lea, Duce de Burgundia. 
S-a căsătorit cu Filip de Valois în iulie 1313. Din 1313 până în 1328 ei au deținut titlul de Contele și Contesa de Maine; din 1325 au deținut și titlul de Contele și Contesa de Valois și Anjou.
Inteligentă și cu o voință puternică, Ioana s-a dovedit capabilă de a fi regentă în timp ce soțul ei a luptat în campaniile militare din Războiul de O Sută de Ani. Totuși, natura ei și puterea câștigată i-au adus o proastă reputație care a fost accentuată de diformitatea ei (considerat de unii un semn al diavolului) devenind cunoscută drept la male royne boiteuse ("regina malefică șchioapă").
De asemenea, a fost considerată o femeie care iubea știința și o bibliofilă. A trimis fiului ei cel mare, Ioan, manuscrise să le citească și a comandat traducerea în franceză a câtorva lucrări importante contemporane, inclusiv a  Miroir historial de Vincent de Beauvais (c. 1333) și Jeu d'échecs moralisés de Jacques de Cessoles (c. 1347).
Ioana a murit de ciumă bubonică la 12 septembrie 1348. A fost înmormântată la biserica St Denis; mormântul ei, construit de nepotul ei Carol al V-lea al Franței, a fost distrus în timpul Revoluției franceze.